# Just Get Out of My Life
Just Get Out of My Life (Sai Apenas da Minha Vida) é uma música interpretada por Andrea Demirović e foi a escolha de Montenegro no Festival Eurovisão da Canção 2009. É a primeira vez que o Montenegro envia uma representante feminina para o concurso e também é a primeira vez que envia uma música em inglês. O compositor da música é Peter Match.
A música foi apresentada na 1ª Semi-Final do Festival, não conseguindo o apuramento para a Final.

## Track listing
1. "Just Get Out of My Life" (Eurovision Version)
2. "Just Get Out of My Life" (Moscow Club Mix Version)
3. "Just Get Out of My Life" (Energy Radio Mix)
4. "Just Get Out of My Life" (Dance Version)
5. "Just Get Out of My Life" (Finger N Kadel Radio Mix)
6. "Just Get Out of My Life" (Finger N Kadel House Mix)